# جیمی الیوت (بازیکن فوتبال)
جیمی الیوت (انگلیسی: Jimmy Elliott؛ 1891 – ۱۹۳۹ (۴۷−۴۸ سال)) بازیکن فوتبال اهل بریتانیا بود.
از باشگاه‌هایی که در آن بازی کرده‌است می‌توان به باشگاه فوتبال تاتنهام هاتسپر و باشگاه فوتبال برنتفورد اشاره کرد.